# Pancitopenia
A pancitopénia é a diminuição global de elementos celulares do sangue (glóbulos brancos, vermelhos e plaquetas).
Trata-se de uma situação na qual o indivíduo apresenta uma hemoglobina menor que dez, leucócitos menores que 3 500 ou neutrófilos abaixo de 1 500, e contagem plaquetária menor que cem mil.

## Causas
A pancitopénia geralmente é devida a doenças que afetam a medula óssea, embora a destruição periférica de todas as linhas de elementos sanguíneos no hiperesplenismo (baço super-ativo) é uma causa reconhecida. Problemas da medula óssea resultando em pancitopenia incluem mielofibrose, leucemia, anemia aplastica, e uma forma maligna de osteoporose.
A quimioterapia para doenças malignas também pode ocasionar a pancitopénia, se a droga ou drogas utilzadas causarem supressão da medula óssea.
O HIV também pode ser uma causa de pancitopénia. Perda de sangue, ocasionado por acidentes, também podem levar a uma pancitopenia.
Raramente drogas como antibióticos, medicamentos para pressão arterial e para o coração podem causar pancitopénia. O antibiótico Linezolid pode causar pancitopénia em alguns indivíduos. A pancitopenia também pode ser causada por brucelose (doença bacteriana que acomete principalmente aqueles trabalhadores que mantém contato frequente com animais ou seus produtos).

## Diagnóstico
Para seu diagnóstico, a pancitopénia geralmente requer uma biópsia de medula óssea para diferenciá-la de outras causas.